# Monitorhangfal

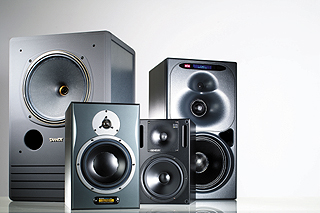
Stúdió-monitorhangfalak:
Tannoy, Dynaudio, Genelec, K+H

A monitorhangfal olyan stúdiótechnikai eszköz, amelyet hangfelvétel-készítés, filmes, televíziós vagy rádiós stúdió- és utómunka során használnak. A monitorhangfalak közös jellemzője, hogy az otthoni hifirendszerek kellemes, élvezetes hangzásával szemben részletgazdag, de egyben a hibákat is kiemelő hangzáskép, az úgynevezett száraz hangzás elérésére alkalmasak.
A stúdió- vagy referencia-monitorhangfal esetében a hangmérnök egy fázisban és frekvenciamenetben egyenes (lineáris) hangfalat használ.